# M14地雷

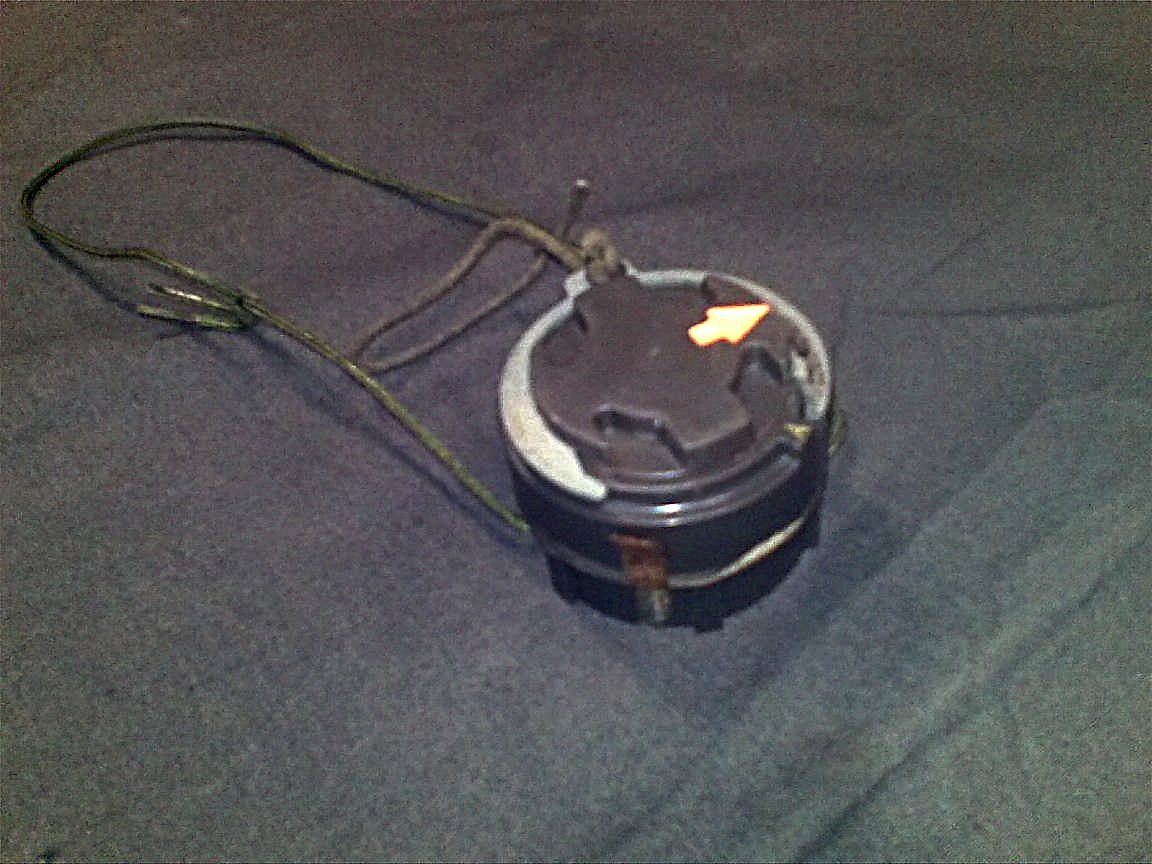
安全装置のクリップが付いたM14地雷。U字形状のクリップには緑色のプルコードがついている。また感圧板の上の黄色い矢印の位置は、まだこの地雷が撃発可能状態になっていないことを示している。

M14地雷（M14じらい）、俗称「トウポッパー（Toepopper、つま先飛ばしの意）」とは、直径56mmと小型の対人地雷である。配備は1955年ごろ、アメリカ合衆国による。M14の機構は、加圧の際に皿ばねを用いて撃針を下方へ弾き、雷管を打撃するものである。M14は非常に探知が困難であるが、理由はその弾体の大半がプラスチック製の非金属性地雷であることによる。このため、地雷除去が容易になるよう設計は後に変更され、地雷の底部に鋼製のワッシャーが貼り付けられた。

## 作戦投入
M14を作動可能状態にするには、底部のプラグを抜いて捨て、M46打撃信管を地雷の底部にねじ込む。次に地雷を地面の浅い穴に据え、地表と同水準の高さにそろえる。感圧板を注意深く回転させ、安全位置から作動位置へ変える。この作業には地雷の木箱ごとに配布される特殊アーミングスパナを用いる。
最後に、U字状の金属製安全クリップを、付属のコードを引いて感圧板から除去する。この時点で地雷は完全に作動可能状態になる。アメリカで配備された当時、M14はしばしば在庫にある他の地雷と併用された。それらはM16地雷、M15地雷、M19地雷である。こうした混合型の地雷原では対戦車地雷を対人地雷が保護し、また逆もあり得る。同様に、M14は他国で生産された型式の違う地雷とも併用される。これらはPMA-2、VS-50、ヴァルマラ69、またTM-62などである。

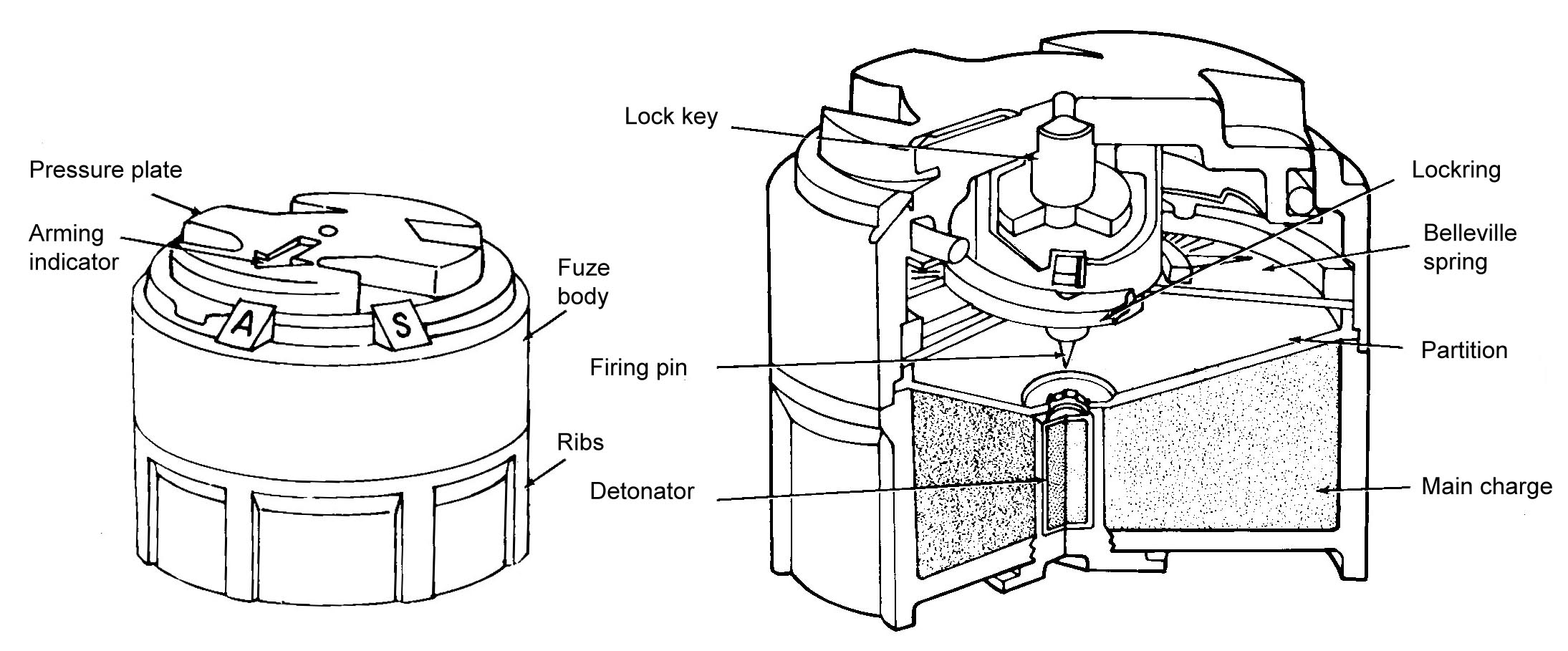
M14地雷の断面構造。U字状の安全クリップが欠けている。感圧板上の矢印は明確に地雷が作動可能状態に置かれていることを示している。

M14の上面には矢印が浮き彫りにされており、簡易に作動状況を表示している。これはA(rmed)もしくはS(afe)のどちらかに置かれ、状態を明確に表示している。矢印がAを指していればM14の頂部に乗ると爆発する。M14を解除するには、作動状態に置いた手順を逆に繰り返す必要がある。ただし、ブービートラップや処理防止装置のたぐいがさらに地下に仕掛けられている可能性のため、これらを除去したり解体する方法よりも、実際にはしばしば現地で地雷を破壊するのが標準的な地雷除去である。
M14は1974年以来アメリカ軍では作戦に用いられていない。ただ、2010年以後、朝鮮半島での緊急使用のためにアメリカ軍では150万個の地雷を備蓄したままにしているが、これは地雷に信頼性があり、効果的な兵器であるとみなされているためである。本地雷は大量に輸出され、多様な国で使用されてきた。そのためいまだM14を埋め込んだままの除去されていない地雷原が存在する。M14はアンゴラ、カンボジア、チャド、チリ、エルサルバドル、エリトリア、エチオピア、キプロス、イラン、イラク、ヨルダン、ラオス、レバノン、マラウィ、モザンビーク、ソマリア、ベトナム、ザンビアで見つかっている。加えて、
M14の設計を複製したものがインドやベトナムのような国の一部地域で生産されている。2008年以後の兆候として、ライセンスを取らないM14の複製品がミャンマーのバゴー地方域、Ngyaung Chay Daukにあるミャンマー防衛産業の工場で生産されている。
現地のミャンマー陸軍では広くこの地雷を使用している。
VS-MK2(炸薬量33g)、SB-33(炸薬量35g)、もしくはPMA-3(炸薬量35g)と同様、M14の収容する高性能爆薬29gという量は実に小さい。これは被害者の無力化に特化した設計のためで、殺害するためではない。M14が生み出す爆風は、素早い緊急医療等が提供された際には致死的なものではないにせよ、被害者の足を部分的に大きく損傷させる。それにより、なんらかの形の恒常的な歩行障害に至る。M14の内蔵する炸薬は成形炸薬のようにいくぶんか錐形に成形されている事から、爆風の多くが上方へ集中し、破壊効果を高くしている。M14の被害者が、ミャンマーのように素足かサンダル着用のような状況では受傷はより深刻である。TS-50地雷のようにより近代的な設計の対人地雷と異なり、発火機構が比較的単純なため、M14地雷は爆風による地雷除去法に抵抗する機能はない。

## 諸元
- 全重：108g
- 炸薬量：29g、テトリル
- 直径：56mm
- 全高：40mm
- 作動荷重：9から16kg